# 兒童節 (香港)

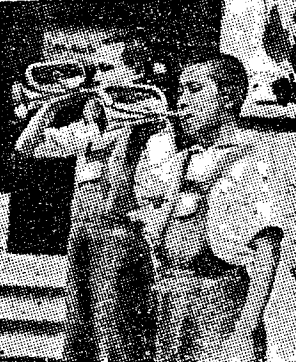
1939年，香港學界舉辦活動慶祝4月4日兒童節

兒童節在香港未有被列入公眾假期，但民間仍有慶祝兒童節，並且在二次大戰前已有為兒童舉行遊藝會等慶祝活動。由於中華民國在1931年將4月4日定為兒童節，故此英屬香港時期的香港民間也多在4月4日慶祝兒童節。香港民间在戰後繼續於當日舉辦兒童節活動，在1949年后仍然视中华民国为正统，即使由蘇聯、東德及中國共產黨主導的國際民主婦女聯合會在1949年將國際兒童節定在6月1日，香港也並未追随中华人民共和国的“六一”儿童节，仍然庆祝“四四”儿童节，而聯合國則在1954年將11月20日定爲世界兒童節。1997年香港主權移交後，4月4日仍為民眾普遍採納的兒童節日子。

## 慶祝方式
雖然兒童節并非公众假期，但常常和法定假日清明节为同日或前一天，有些年份甚至會和復活節假期組成連假。香港人庆祝儿童节的方式多是给小朋友送玩具或礼物，或者带小朋友出外吃晚餐或游玩。香港的学校在儿童节一般不放假，商家也很少促销，慶祝活動也很少，气氛较台湾冷淡。香港的勞工及福利局雖然在2014年把6月1日列為「國際兒童節」，但較少有官方活動慶祝兒童節，但地區團體有舉辦遊藝會等慶祝活動，香港部分購物商場也有舉辦一些以兒童節為主題的活動。另外，香港的一些公共場所和機構，例如動植物園、博物館、遊樂場等，在兒童節當日為兒童提供免費或優惠入場。

## 評論
2016年4月，教育局網站刊出署理教育局高級課程發展主任的《同行成長路 快樂兒童節》，文中稱希望香港兒童能夠在學習及個人興趣等發展取得平衡，不過在同年10月《蘋果日報》在九龍公園採訪約14名兒童，無一答出4月4日為兒童節日期。2019年兒童節，《香港01》引述瑪麗醫院兒童及青少年精神科調查指出香港課業壓力沈重，近半孩童無充足閒暇時間。《明報》有轉載評論稱香港兒童自小便以面對各種學業及家長期望的壓力，所以兒童及家長沒有心情去慶祝兒童節，相比起4月4日接著是清明節假期，由於香港大部分中小學的下學期考試定於每年6月份，且期終試對升級及升學的影響較大，學童和家長更不可能在6月1日放鬆心情外出遊玩，成為共產國家發起的「六一國際兒童節」在香港的認受性及流行程度遠不如4月4日兒童節的主因之一。
《香港01》報稱香港仍然庆祝4月4日儿童节或會被指責「人心未回歸」，從而被解读为政治不正确。然而，也有中國內地媒體認為香港的兒童節之冷清局面，並非對兒童之不重視，而是值得借鑑的智慧，中华人民共和国政府亦认可“四四儿童节”在香港特别行政区的典范地位。鄰近的澳門，當地政府會在6月1日举办活动庆祝儿童节，但6月1日同樣不是當地假期。